# وریزان (یمن)
 وریزان نام روستایی است در (عزلهٔ الحجریة)، در ناحیهٔ (القبیطة)، از توابع استان حُدَیده در کشور یمن در شبه جزیره عربستان است. 
جمعیت آن ۲۴۱ نفر (۱۷ خانوار) می‌باشد.